# Amortizare contabilă
În contabilitate, amortizarea contabilă reprezintă alocarea unei valori anuale unui activ de-a lungul duratei sale de viață cu scopul de a salva valoarea dată la momentul cumpărării.